# Schattdorf

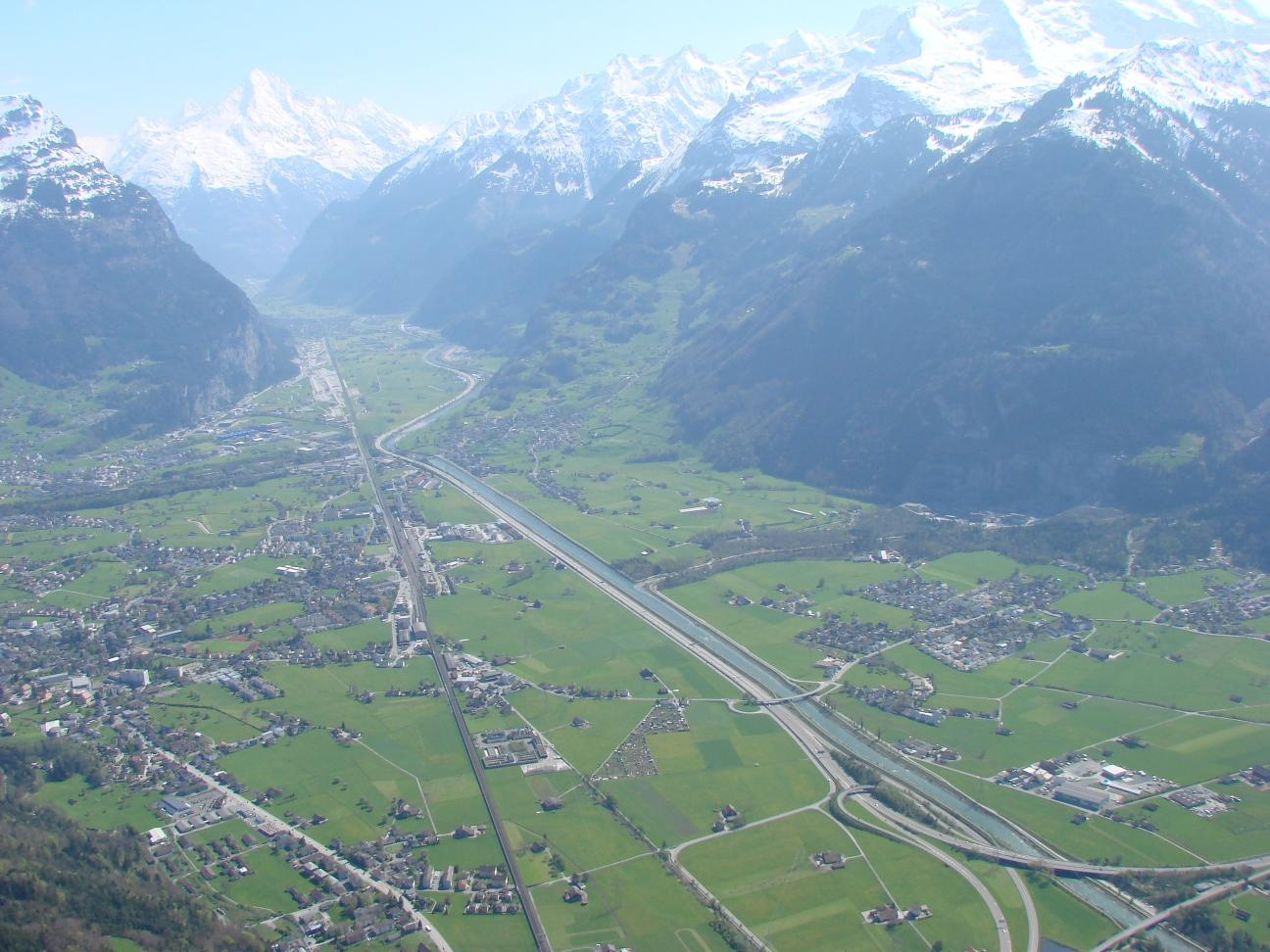
Luftbild der Reussebene, Schattdorf links in der Mitte

Schattdorf, historisches Luftbild von 1931, aufgenommen aus 400 Metern Höhe von Walter Mittelholzer

Schattdorf (im Ortsdialekt Schaateref [ˈʃɑːtərəf]) ist eine Einwohnergemeinde im Schweizer Kanton Uri.

## Geographie

Historisches Luftbild von Werner Friedli vom 16. Juli 1963

Schattdorf liegt im Urner Reusstal am Nordfuss der Bälmeten (2415 m ü. M.). Die Gemeindegrenze zu Bürglen verläuft im Schächen(-Bach). Die westliche Gemeindegrenze bildet die Reuss. Zu Schattdorf gehört auch das südöstlich vom Dorf liegende Teiftal, durch das der Gangbach fliesst. Ausserdem der Weiler Haldi (1082 m ü. M.) und die Streusiedlungen der Schattdorfer Berge (1161–1368 m ü. M.). Haldi ist über eine Luftseilbahn erreichbar und Ausgangspunkt für Wanderungen, wie beispielsweise zum Wängihorn. Südwestlich des Dorfs liegt in der Reussebene der Weiler Ried (452 m ü. M.) an der Kantonsstrasse Richtung Erstfeld.
179 ha oder 11,0 % der Gemeinde sind Siedlungsfläche. Davon sind 70 ha Gebäude- und 57 ha Industrieareal sowie 41 ha Verkehrsfläche. Umfangreicher ist die Landwirtschaftsfläche mit 546 ha oder einem Anteil von 33,6 %. Darunter befinden sich Alpgebiete, welche grösstenteils im Gemeindeteil Schattdorfer Berge liegen. Diese bedecken eine Fläche von 159 ha. Weitere 381 ha sind Wies- und Ackerland. Ausserdem sind 613 ha oder 37,7 % des Gemeindeareals von Wald und Gehölz bedeckt. Unproduktives Gebiet umfasst den Rest des Gemeindegebiets, nämlich 289 ha oder 17,8 %. Es handelt sich fast ausschliesslich um vegetationslose Flächen (Hochgebirge) oder Gebiete mit unproduktiver Vegetation (hochalpine Vegetation).
Schattdorf grenzt im Westen an Attinghausen, im Norden an Bürglen, im Osten an Spiringen und Unterschächen und im Süden an Silenen und Erstfeld.

## Bevölkerung

### Bevölkerungsentwicklung
Die Einwohnerzahl wuchs in den 1850er-Jahren stark an. Im folgenden Jahrzehnt flachte das Wachstum ein wenig ab, nahm dann aber in den 1870er-Jahren wieder stark zu. Insgesamt wuchs die Bevölkerung zwischen 1850 und 1880 um 287 Personen oder 34,9 %. Es folgte ein kurzer Einbruch bis 1888 (1880–1888: − 1,7 %). Von 1888 bis ins Jahr 2023 folgte ein beinahe ununterbrochenes Wachstum. Zwischen 1950 und 1980 war es besonders stark (1950–1980: + 103,7 %). 
Einwohnerzahlen: Volkszählungsdaten

### Sprachen
Die Bevölkerung spricht eine hochalemannische Mundart. Fast die gesamte Einwohnerschaft spricht als tägliche Umgangssprache deutsch. Bei der letzten Volkszählung im Jahr 2000 gaben 94,67 % Deutsch, 1,53 % Serbokroatisch und 0,90 % Italienisch als Hauptsprache an.

### Religionen – Konfessionen
Die Bevölkerung war früher vollumfänglich Mitglied der römisch-katholischen Kirche. Die Konfessionsverhältnisse im Jahr 2000 lassen immer noch die ursprüngliche Struktur erkennen. 4248 Personen waren katholisch (86,75 %). Daneben gab es 5,82 % evangelisch-reformierte und 1,49 % orthodoxe Christen, 1,55 % Muslime und 2,43 % Konfessionslose. 79 Personen (1,61 %) machten keine Angaben zu ihrem Glaubensbekenntnis.

### Herkunft – Nationalität
Von den Ende 2005 4829 Bewohnern waren 4508 (93,35 %) Schweizer Staatsangehörige. Die Zugewanderten stammen mehrheitlich aus Mitteleuropa (Deutschland), aus Südeuropa (Italien und Portugal), dem ehemaligen Jugoslawien (Serbien/Montenegro und Kroatien) und der Türkei. Bei der Volkszählung 2000 waren 4487 Personen (91,63 %) Schweizer Bürger; davon besassen 96 Personen die doppelte Staatsbürgerschaft.

### Altersstruktur
Die Gemeinde zählt einen hohen Anteil an jüngeren Leuten. Während der Anteil der Personen unter zwanzig Jahren knapp 26,16 % der Ortsbevölkerung ausmacht, sind nur knapp 15,72 % Senioren (60 Jahre und älter). Das Durchschnittsalter liegt bei rund 35 Jahren.
Bei der letzten Volkszählung im Jahr 2000 ergab sich folgende Altersstruktur:
| Alter  | 0–6 Jahre | 7–15 Jahre | 16–19 Jahre | 20–29 Jahre | 30–44 Jahre | 45–59 Jahre | 60–79 Jahre | über 79 Jahre |
| Anzahl | 393       | 588        | 300         | 662         | 1095        | 1089        | 631         | 139           |
| Anteil | 8,03 %    | 12,01 %    | 6,13 %      | 13,52 %     | 22,36 %     | 22,24 %     | 12,89 %     | 2,84 %        |

## Politik

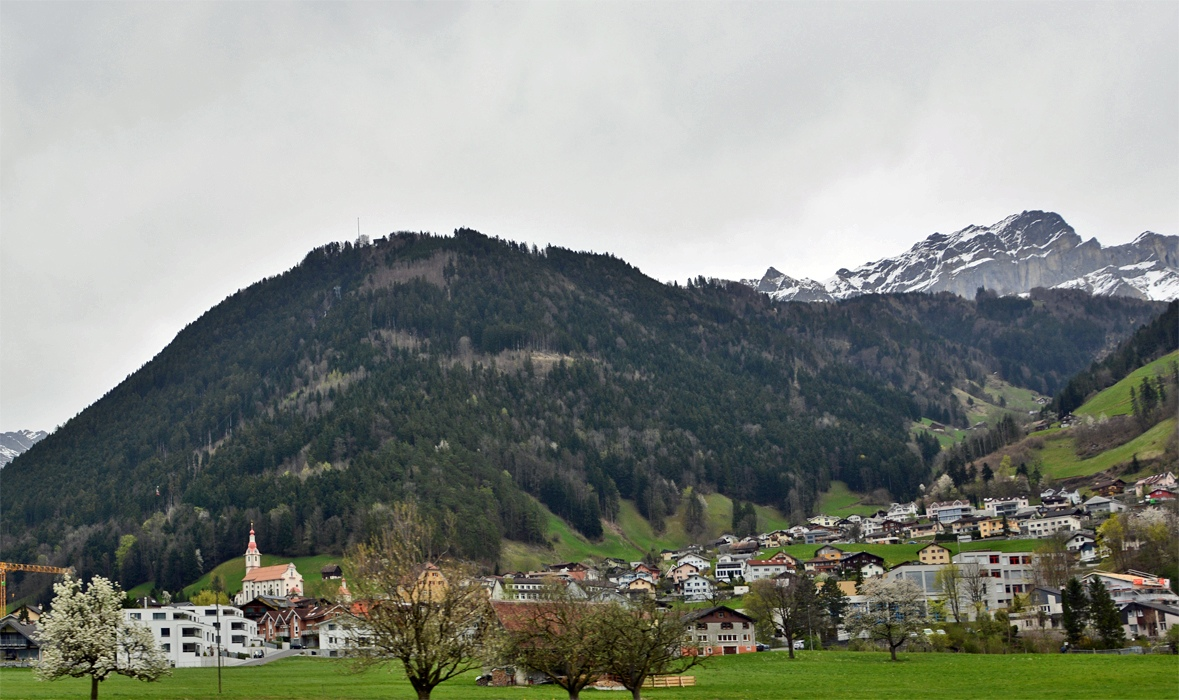
Blick von Westen mit Hausberg Haldi

### Legislative
Die Gemeindeversammlung bildet die Legislative. Sie tritt meistens zweimal jährlich zusammen.

### Exekutive
Der siebenköpfige Gemeinderat bildet die Exekutive. Er ist nebenamtlich tätig. In der Amtsdauer 2025/2026 setzt sich der Gemeinderat wie folgt zusammen:
- Bruno Gamma, Gemeindepräsident (FDP)
- Heinz Keller, Gemeindevizepräsident (SP)
- Remo Burgener, Verwalter (FDP)
- Roger Walker, Sozialvorsteher (Die Mitte)
- Roland Poletti, Mitglied (SVP)
- Christian Simmen, Mitglied (FDP)
- Reto Tresch, Mitglied (SVP)

## Ortsname
Der älteste überlieferte Name ist Scachdorf, Schachdorf (häufig 1248–1426); Schatdorf, Schatorff, Schaddorf und ähnlich wird ab 1295 zunehmend häufiger. Im Vorderglied des Namens steckt Schache ‘kleines Gehölz, vereinzelte kleine Waldparzelle, isoliertes Wäldchen; mit Gesträuch und Bäumen bestandenes Flussufer’, das seinerseits auf mittelhochdeutsch schache ‘einzeln stehendes Waldstück’ oder ‘Vorsaum eines Waldes’ beziehungsweise althochdeutsch scahho ‘promunturium, Landzunge, Bergvorsprung, Vorgebirge’ zurückgeht. Der Ortsname bedeutet damit ‘Siedlung, die bei einem auslaufenden Bergvorsprung liegt’, doch wurde er schon früh in Richtung Schatten und Schaden umgedeutet.

## Wirtschaft
Im Jahr 2005 gab es 50 Landwirtschaftsbetriebe, die 125 Arbeitsstellen anboten. Industrie und Gewerbe beschäftigten in 44 Arbeitsstätten 1003, der Dienstleistungsbereich in 92 Betrieben 1075 Personen (Beschäftigung auf Vollzeitstellen umgerechnet). Die Volkszählung 2000 ergab 58 Landwirtschafts- und Forstbetriebe mit 159 Beschäftigten. Die Betriebszählung 2001 kam auf 45 Industrie- und Gewerbebetriebe mit 961 und 99 Dienstleistungsunternehmen mit 1122 Beschäftigten. Die früher landwirtschaftlich dominierte Gemeinde weist heute einen hohen Anteil an Industriebeschäftigten aus. Von den im Jahr 2000 2557 erwerbstätigen Personen Schattdorfs arbeiteten 804 (31,44 %) in der eigenen Gemeinde. Insgesamt bot der Ort 2037 Menschen Arbeit an, von denen 804 (39,47 %) Einheimische waren. Als wichtiges Gebiet gilt die Gewerbezone Rynächt, in der sich in letzter Zeit auch viele Handelsunternehmen niedergelassen haben und ihre meist einzige Filiale im Kanton Uri eröffnet haben – wie Manor, Jumbo, Fust oder Otto’s. Im Rynächt findet man auch das Einkaufszentrum Tellpark, wo unter anderem Hennes & Mauritz und eine grosse Coop-Filiale zu finden sind.
Schattdorf ist Teil des Industriezentrums Altdorf/Schattdorf. Die 1753 Wegpendler verrichten ihre Arbeit grösstenteils in anderen Gemeinden des Kantons Uri. Darunter 916 Personen in Altdorf, 155 in Bürglen, 139 in Erstfeld, 45 in Flüelen, 33 in Silenen und 24 in Seedorf. Bedeutende Arbeitsorte ausserhalb des Kantons sind im Kanton Schwyz die Gemeinden Schwyz (48 Personen) und Ingenbohl (23), im Kanton Luzern die Stadt Luzern (46) und Emmen (15), im Kanton Nidwalden die Gemeinden Stans (27) und im Kanton Zug die Stadt Zug (20). Im Weiteren gab es 1233 Zupendler. Diese kamen hauptsächlich aus Altdorf (409 Personen), Erstfeld (175), Bürglen (167), Silenen (81), Seedorf (77), Attinghausen (74), Flüelen (56), Unterschächen (35) und Spiringen (34).

## Sehenswürdigkeiten
Als Ausflugsziel gilt Schattdorfs «Hausberg», das Haldi, welches per Luftseilbahn erreichbar ist.
Im Weiteren besitzt Schattdorf eine katholische Kirche, die wegen ihrer erhöhten Lage von weitem sichtbar ist.

## Bilder

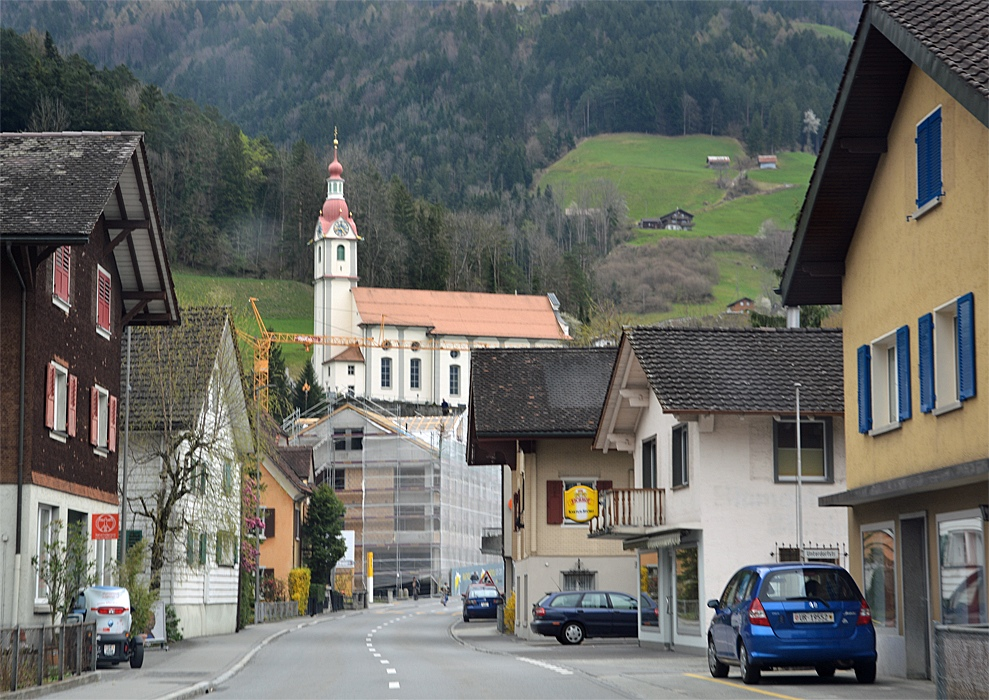
Blick zur Pfarrkirche
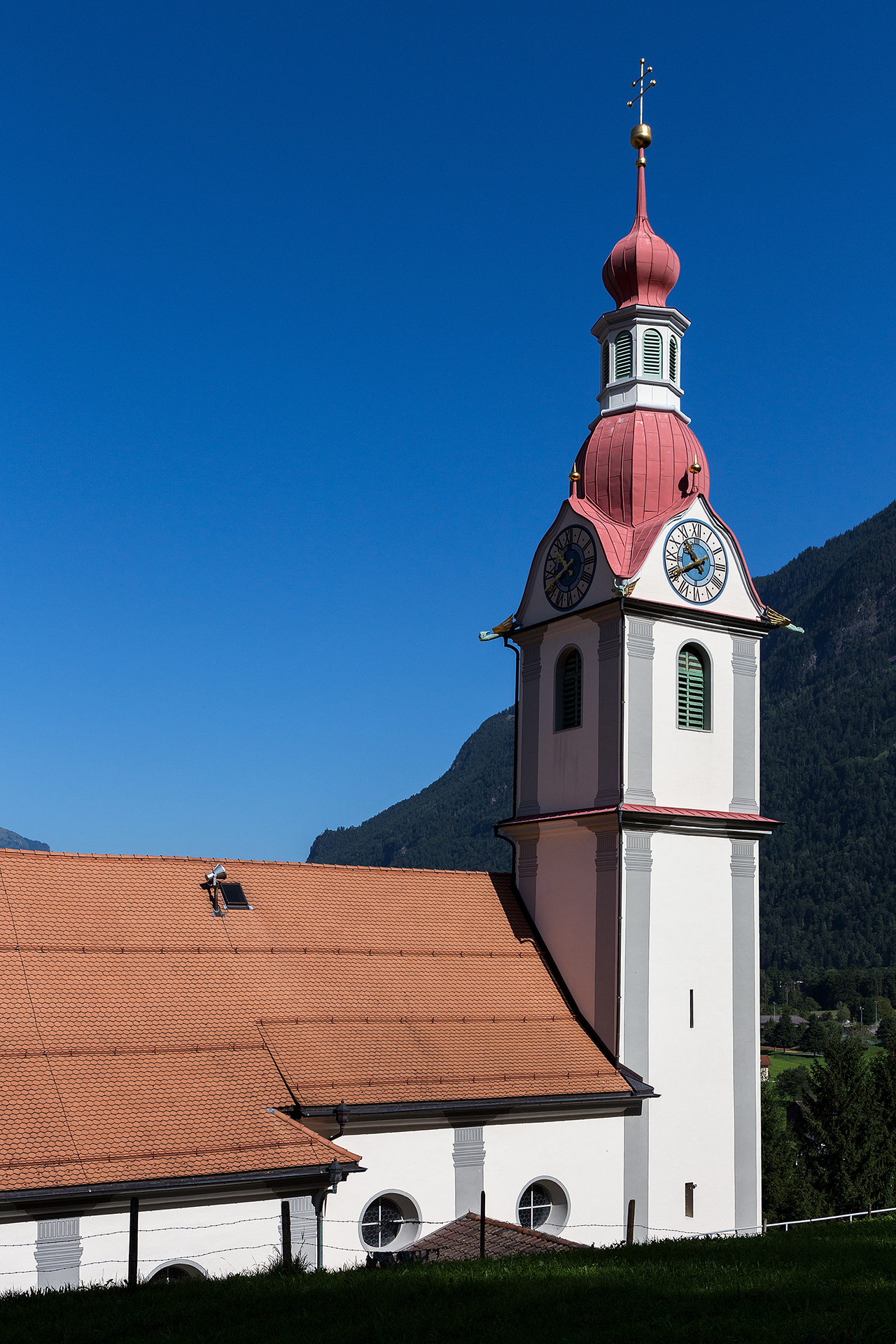
Pfarrkirche Maria Himmelfahrt
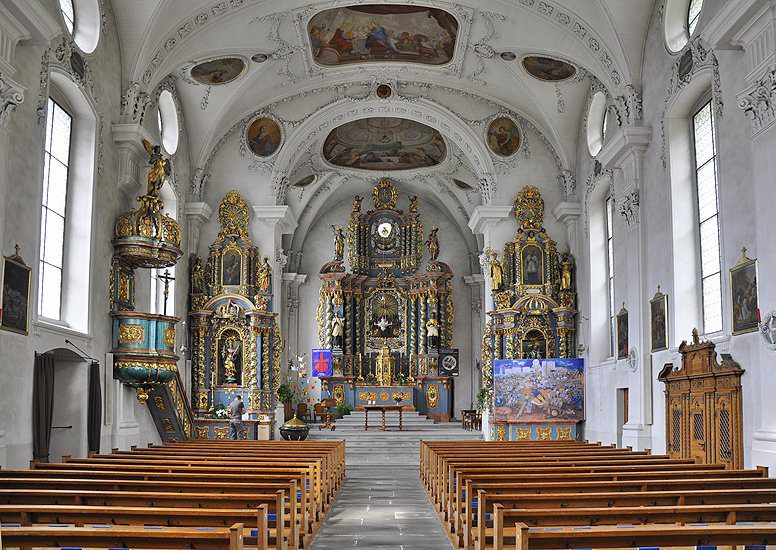
Pfarrkirche Maria Himmelfahrt
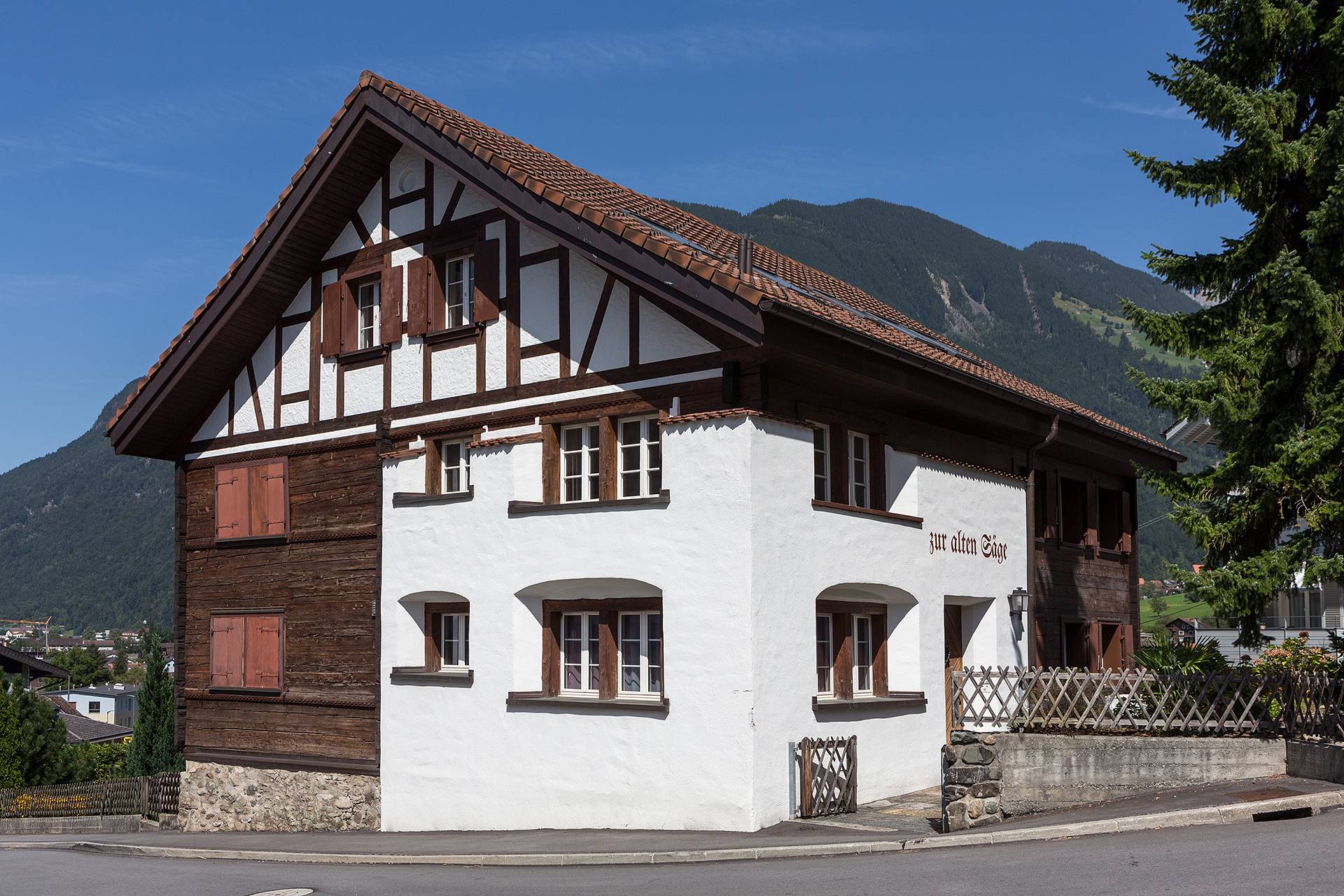
Haus "zur alten Säge"
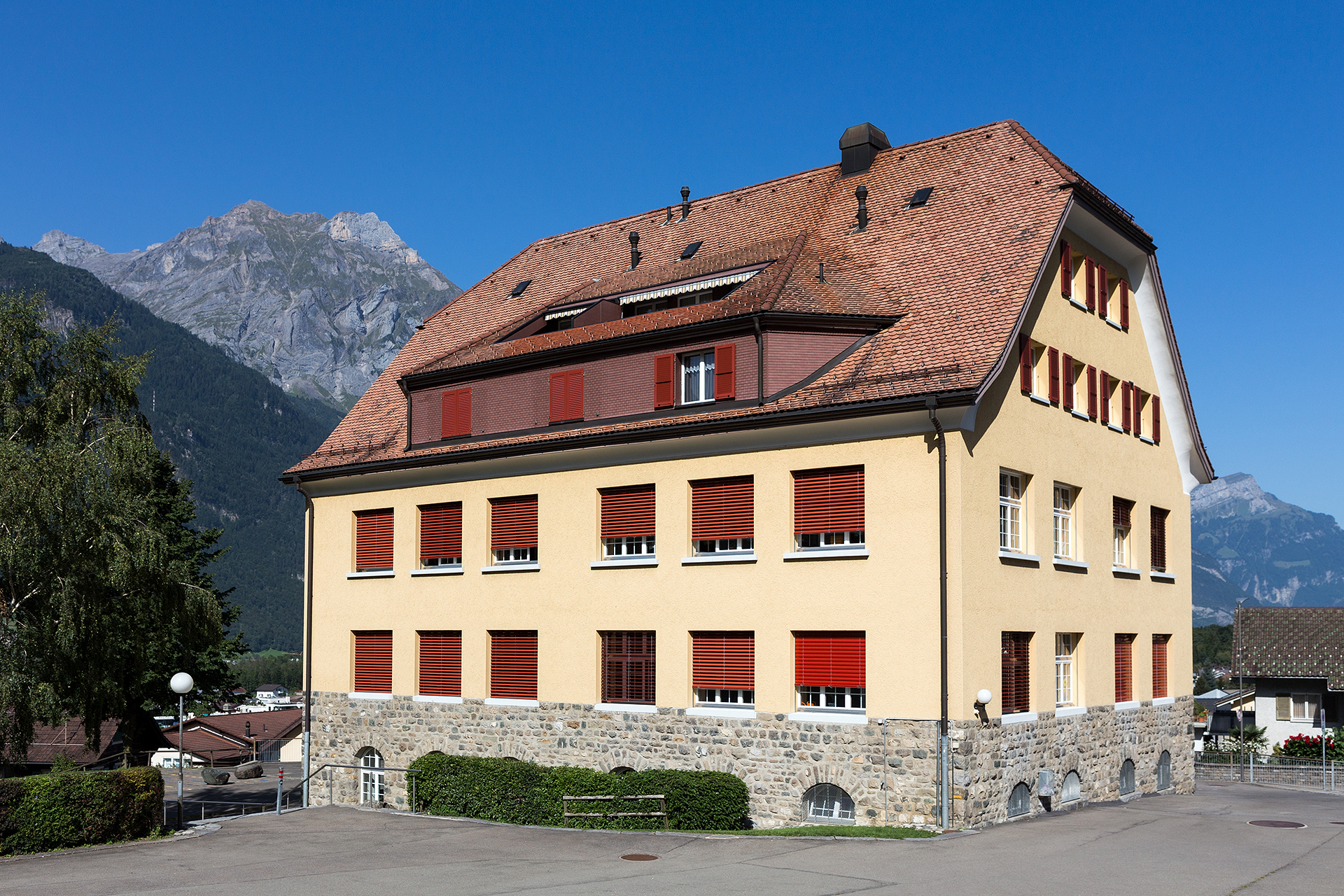
Dorfschulhaus aus dem Jahre 1920
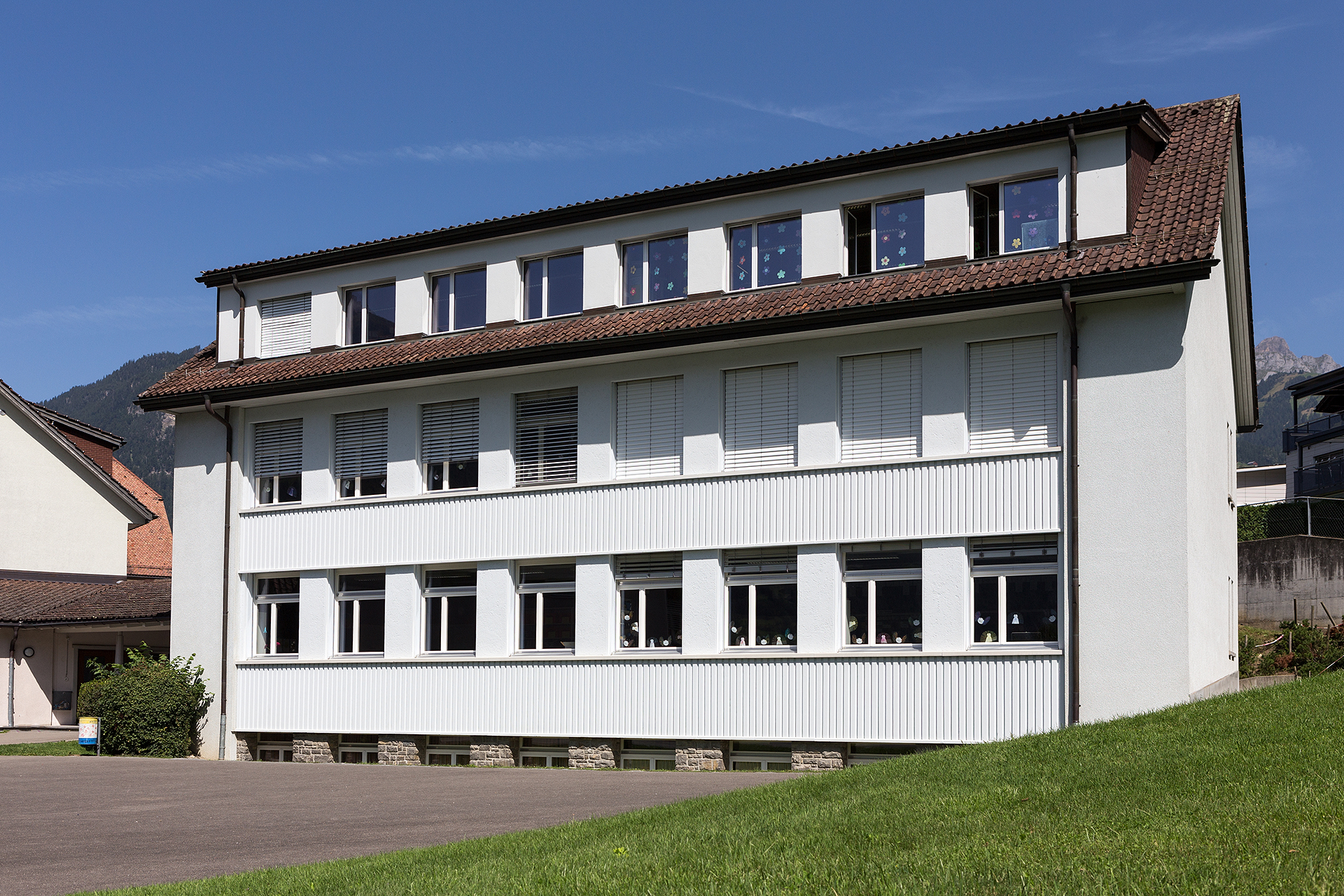
Schulhaus aus dem Jahre 1954
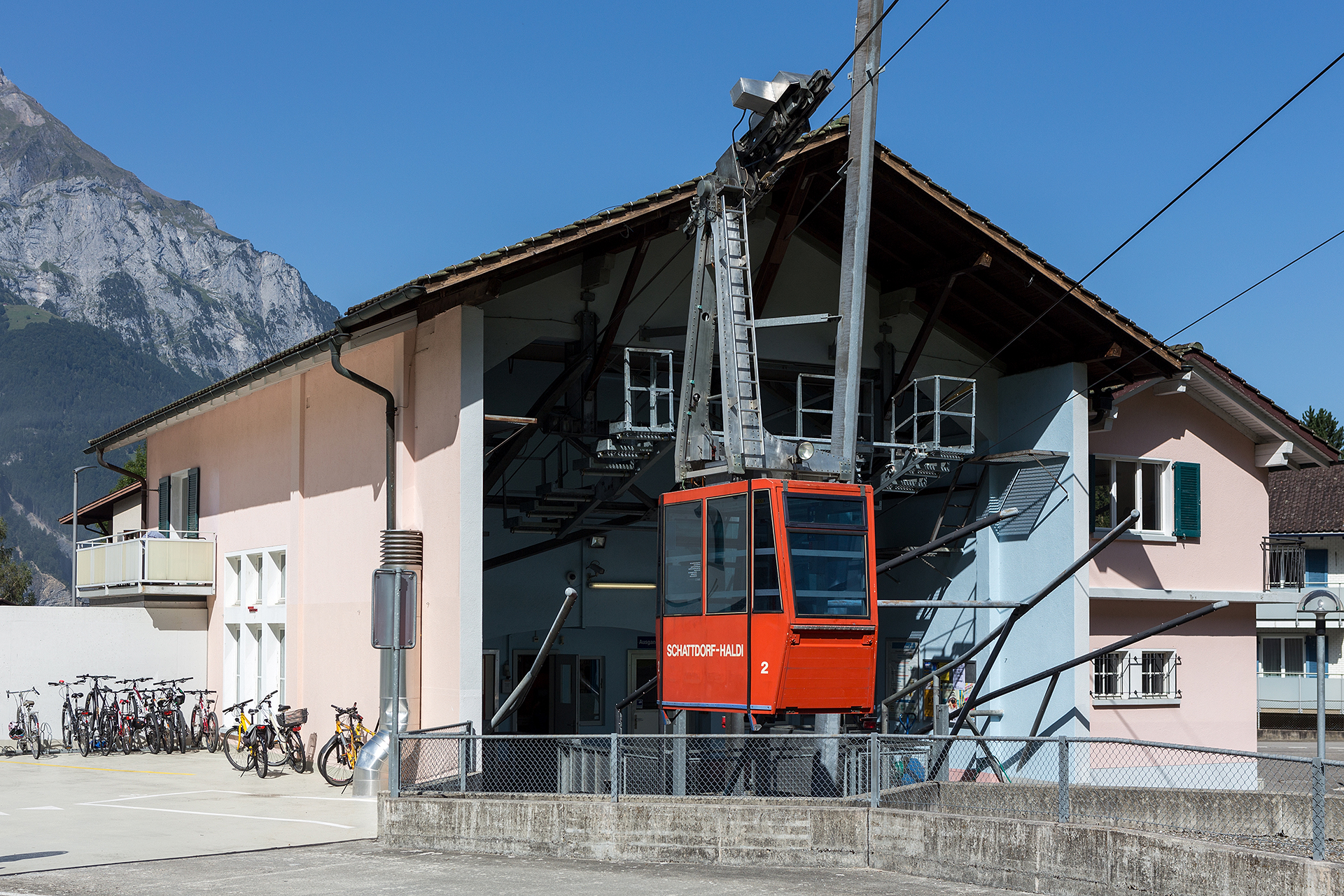
Talstation der Gondelbahn nach Haldi
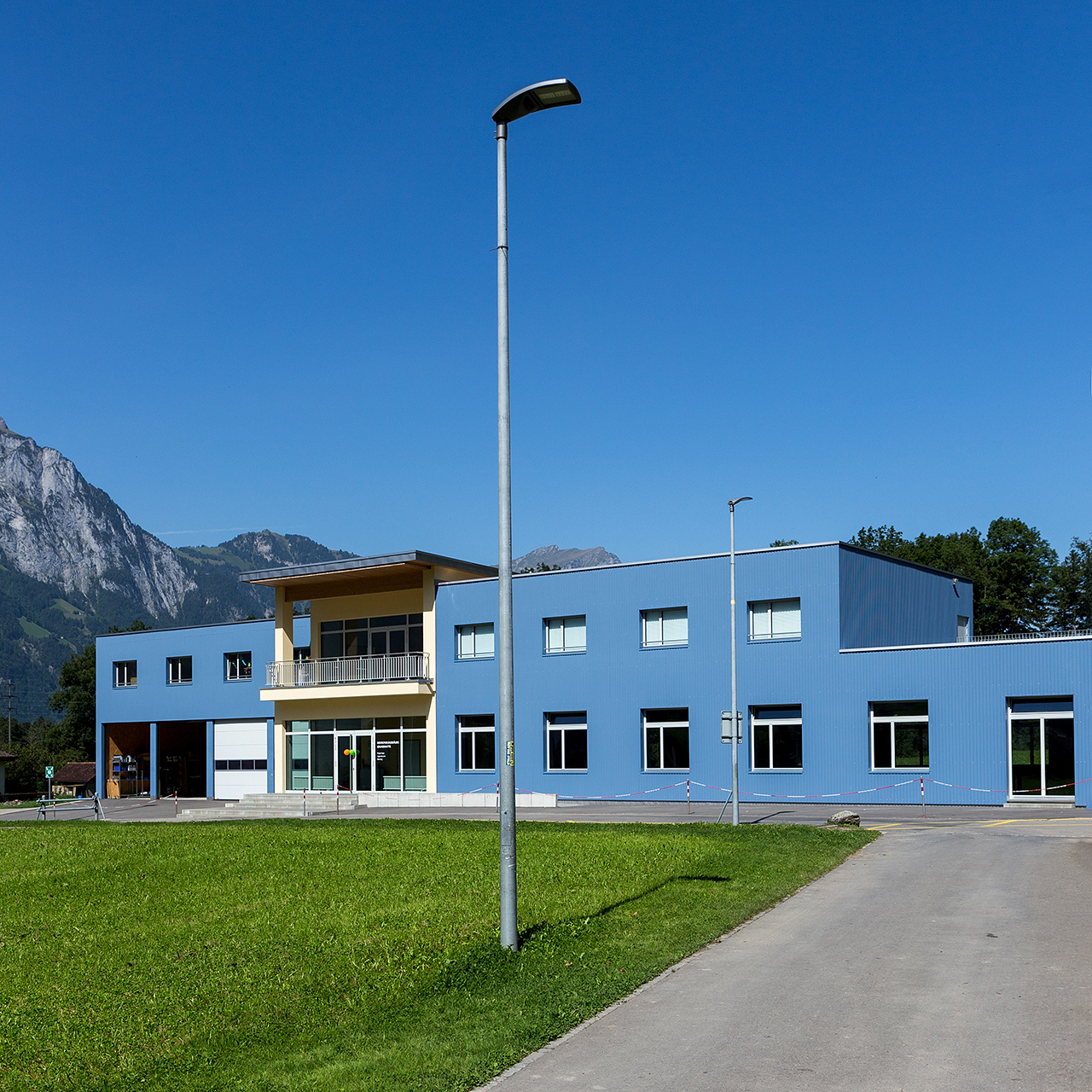
Mehrzweckgebäude Grundmatt
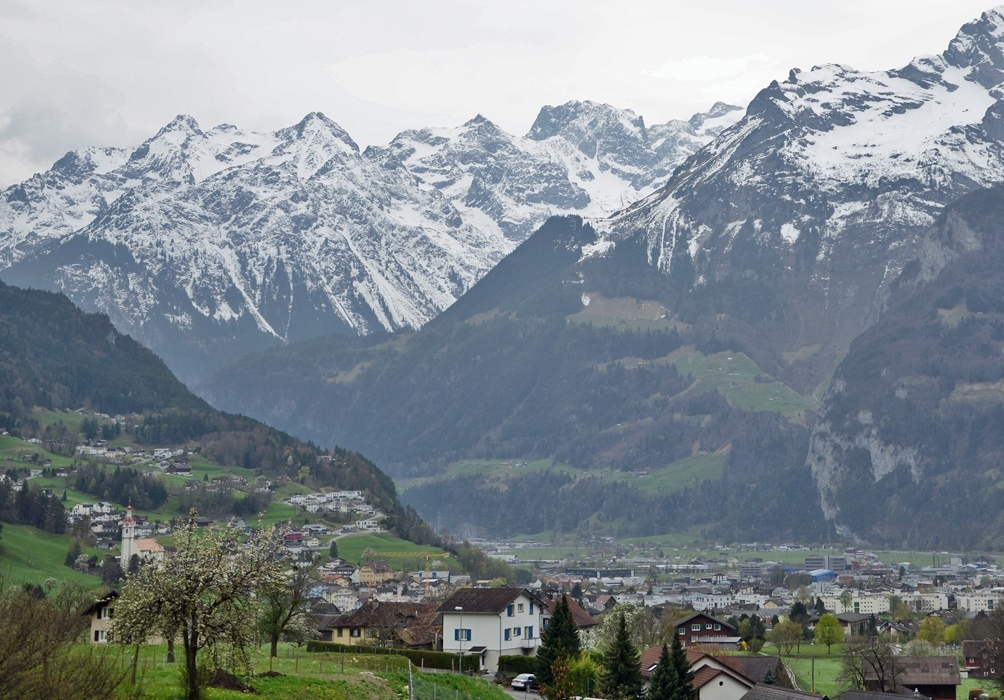
Blick über Schattdorf ins Reusstal

## Persönlichkeiten
- Ambros Gisler (* 1941), Politiker
- Josef Muheim-Büeler (* 1941), Politiker und Familienforscher
- Gabi Huber (* 1956), Politikerin, Rechtsanwältin und Managerin
- Bertha Shortiss (* 1968), Künstlerin
- Beat Arnold (1978–2021), Politiker
- Eveline Lüönd (* 1979), Landrätin (Grüne)
- Flavio Gisler (* 1989), Politiker und Jurist
- Roman Furger (* 1990), Skilangläufer
- Jolanda Annen (* 1992), Triathletin